# لیگ برتر فوتبال استونی ۲۰۱۷
لیگ برتر فوتبال استونی ۲۰۱۷ (انگلیسی: 2017 Meistriliiga) بیست و هفتمین فصل لیگ برتر فوتبال استونی است که با قهرمانی باشگاه فوتبال فلورا تالین به پایان رسیده‌است.

## جدول لیگ
| رتبه | تیم                             | بازی | برد | مساوی | باخت | گل زده | گل خورده | گل تفاضل | امتیاز | صعود یا سقوط                                 |
| ---- | ------------------------------- | ---- | --- | ----- | ---- | ------ | -------- | -------- | ------ | -------------------------------------------- |
| ۱    | باشگاه فوتبال فلورا تالین (C)   | ۳۶   | ۲۸  | ۶     | ۲    | ۱۰۰    | ۲۸       | ۷۲+      | ۹۰     | صعود به مرحله اول انتخابی لیگ قهرمانان اروپا |
| ۲    | باشگاه فوتبال لوادیا تالین      | ۳۶   | ۲۵  | ۹     | ۲    | ۱۰۶    | ۲۰       | ۸۶+      | ۸۴     | صعود به مرحله اول انتخابی لیگ اروپا          |
| ۳    | باشگاه فوتبال نومه کالیو        | ۳۶   | ۲۴  | ۶     | ۶    | ۱۰۱    | ۳۲       | ۶۹+      | ۷۸     | صعود به مرحله اول انتخابی لیگ اروپا          |
| ۴    | باشگاه فوتبال اینفونت           | ۳۶   | ۲۰  | ۵     | ۱۱   | ۱۰۳    | ۴۷       | ۵۶+      | ۶۵     |                                              |
| ۵    | باشگاه فوتبال ناروا ترانس       | ۳۶   | ۱۳  | ۶     | ۱۷   | ۴۶     | ۶۳       | ۱۷−      | ۴۵     | صعود به مرحله اول انتخابی لیگ اروپا          |
| ۶    | باشگاه فوتبال پایده لینامیسکوند | ۳۶   | ۱۰  | ۸     | ۱۸   | ۴۷     | ۸۸       | ۴۱−      | ۳۸     |                                              |
| ۷    | باشگاه فوتبال تارتو تامکا       | ۳۶   | ۹   | ۱۰    | ۱۷   | ۴۰     | ۶۳       | ۲۳−      | ۳۷     |                                              |
| ۸    | باشگاه فوتبال ویلیاندی تولویک   | ۳۶   | ۸   | ۴     | ۲۴   | ۳۴     | ۹۵       | ۶۱−      | ۲۸     |                                              |
| ۹    | باشگاه فوتبال واپروس پارنو      | ۳۶   | ۲   | ۲     | ۳۲   | ۲۹     | ۱۴۶      | ۱۱۷−     | ۸      | پلی‌آف سقوط                                   |
| ۱۰   | باشگاه فوتبال سیلامائه کالو (R) | ۳۶   | ۱۰  | ۶     | ۲۰   | ۵۲     | ۷۶       | ۲۴−      | ۳۶     | سقوط به لیگ دسته اول فوتبال استونی           |

1. 1 2  Narva Trans qualified for the Europa League first qualifying round since the 2017–18 Estonian Cup winners FCI Levadia had already qualified for the competition based on their league position and FCI Tallinn merged with Levadia after the 2018 season.
2. ↑  Relegation play-offs were not held as a league spot was vacated by the merger of FCI Tallinn and Levadia.[۱]
3. ↑  Sillamäe Kalev were stripped of their Meistriliiga license due to financial troubles.[۱]